# Tadeusz Niebylski
Tadeusz Niebylski (ur. 16 marca 1927, zm. 20 grudnia 1991) – polski działacz sportowy.

## Życiorys
Jako dziecko stracił dwa palce u lewej ręki przez naruszenie niewybuchu. W 1945 zamieszkał w Łące Prudnickiej. Ukończył szkołę podstawową w Prudniku i rozpoczął pracę w Zakładach Przemysłu Bawełnianego „Frotex” jako kontroler jakości.
Był jednym z pierwszych promotorów sportu w okolicy Prudnika. Jeździł na rowerze po sąsiednich wsiach i zachęcał młodzież do grania w piłkę nożną i uprawiania kolarstwa. W 1955 rozpoczął pracę jako sekretarz w zrzeszeniu LZS, a następnie został prezesem organizacji. W 1964 założył klub kolarski Zarzewie Prudnik. Organizował wyścigi kolarskie na szczeblach lokalnym i regionalnym. Pozostał aktywny w LZS do 1975. W tym samym roku został dyrektorem Ośrodka Sportu i Rekreacji w Prudniku. W 1976 ukończył liceum ekonomiczne w Prudniku. Działał w Podokręgu Związku Piłki Nożnej w Prudniku. W 1985 został wiceprezesem prudnickiego oddziału Polskiego Związku Wędkarskiego.
Pochowany na cmentarzu komunalnym w Prudniku.

## Odznaczenia
- Odznaka „Zasłużonemu Opolszczyźnie” (1971)
- Srebrny Krzyż Zasługi (1971)
- Złoty Krzyż Zasługi (1979)
- Krzyż Kawalerski Orderu Odrodzenia Polski (1987)
- Medale 20-lecia, 30-lecia i 40-lecia LZS